# RhB Tm 2/2
Als Tm 2/2 werden diesel- oder benzinbetriebene Traktoren (Kleinlokomotiven) der Rhätischen Bahn (RhB) bezeichnet. Das Achsverhältnis 2/2 wird bei anderen Bahnen in der Regel nicht am Fahrzeug angeschrieben, bei der RhB aber schon.
Die RhB besass im Laufe der Jahre insgesamt 42 zweiachsige Traktoren mit Verbrennungsmotoren. Davon haben sechs eine Funkfernsteuerung und tragen deshalb die Bezeichnung Tmf 2/2. Die verbleibenden 36 Fahrzeuge teilen sich auf in 26 heute orange Rangierfahrzeuge und 10 heute gelbe Baudiensttraktoren. Bis in die 1980er Jahre waren die Traktoren rotbraun oder oxydrot, die ersten Traktoren die hier nicht aufgelistet sind, beispielsweise der Tm 2/2 51 aus dem Jahre 1927 waren ursprünglich grün.

## Liste der Tm 2/2 der RhB
| Betriebsnummer | Baujahr | Hersteller | Umbau | Status                          | Bemerkung                                                         | Farbe                   |
| 15 (64)        | 1957    | RACO       | 1990  | November 2010 Ausrangiert       | Verkauf an Chemin de Fer de la Baie de Somme                      | ursprünglich rotbraun   |
| 16 (65)        | 1957    | RACO       | 1989  | Juni 2021 Ausrangiert           | Verkauf an Association Sauvegarde et Gestion de Véhicules Anciens | ursprünglich rotbraun   |
| 17 (66)        | 1957    | RACO       | 1990  | Februar 2008 Abgebrochen        |                                                                   | ursprünglich rotbraun   |
| 18 (67)        | 1957    | RACO       | 1989  | September 2008 Abgebrochen      |                                                                   | ursprünglich rotbraun   |
| 19 (62I)       | 1962    | RACO       | 1989  | Januar 2008 Abgebrochen         |                                                                   | ursprünglich rotbraun   |
| 62II           | 1962    | RACO       |       | In Revision durch den Club 1889 | Ehemals Xm 2/2 9912, baugleich wie Tm 2/2 56–67                   |                         |
| 20 (63)        | 1962    | RACO       | 1990  | Juni 2021 Ausrangiert           | Verkauf an Le Train du Bas-Berry                                  | ursprünglich rotbraun   |
| 21 (57)        | 1965    | RACO       | 1989  | November 2010 Ausrangiert       | Verkauf an Chemin de Fer de la Baie de Somme                      | ursprünglich rotbraun   |
| 22 (58)        | 1965    | RACO       | 1989  | Februar 2021 Abgebrochen        |                                                                   | ursprünglich rotbraun   |
| 23 (59)        | 1965    | RACO       | 1993  | August 2006 Abgebrochen         |                                                                   | ursprünglich rotbraun   |
| 24 (60)        | 1965    | RACO       | 1989  | März 2007 Abgebrochen           |                                                                   | ursprünglich rotbraun   |
| 25 (61)        | 1965    | RACO       | 1989  | Juni 2021 Ausrangiert           | Verkauf an Chemin de fer historique de la voie sacrée             | ursprünglich rotbraun   |
| 26 (56)        | 1969    | RACO       | 1990  | Mai 2021 Ausrangiert            | Verkauf an Verein Sernftalbahn                                    | ursprünglich rotbraun   |
|                |         |            |       |                                 |                                                                   |                         |
| 68             | 1948    | RACO       |       | 1990 an DFB als Tm 2/2 68       | 1954 ex Tm 2/2 1 CMN                                              | oxydrot, grün bis 1967  |
|                |         |            |       |                                 |                                                                   |                         |
| 69 (51)        | 1927    | SLM        |       | 1981 abgebrochen                | 1950 umnummeriert                                                 | rotbraun, grün bis 1956 |
|                |         |            |       |                                 |                                                                   |                         |
| 70 (52)        | 1930    | SLM        |       | 1957 abgebrochen                | 1950 umnummeriert, bis 1942 ChA 11                                |                         |
|                |         |            |       |                                 |                                                                   |                         |
| 81             | 1985    | RACO       |       | in Betrieb                      | Bahndienst Ilanz                                                  |                         |
| 82             | 1985    | RACO       |       | 1998 Abgebrochen                | Frontalkollision in Cavadürli (November 1997)                     |                         |
| 83             | 1985    | RACO       |       | in Betrieb                      | Bahndienst Thusis                                                 |                         |
| 84             | 1985    | RACO       |       | in Betrieb                      | Bahndienst Landquart                                              |                         |
|                |         |            |       |                                 |                                                                   |                         |
| 85–90          | 1991–94 | RACO       |       | in Betrieb                      | siehe Tmf 2/2                                                     |                         |
|                |         |            |       |                                 |                                                                   |                         |
| 91             | 1959    | RACO       |       | April 2006 Ausrangiert          | Verkauf an Dampfbahn Furka-Bergstrecke, in Betrieb                | ursprünglich rotbraun   |
| 92             | 1959    | RACO       |       | April 2007 Ausrangiert          | Verkauf an Dampfbahn Furka-Bergstrecke, dort 2015 abgebrochen     | ursprünglich rotbraun   |
|                |         |            |       |                                 |                                                                   |                         |
| 93             | 1971    | Schöma     | 1981  | in Betrieb                      | Traktor Untervaz                                                  |                         |
|                |         |            |       |                                 |                                                                   |                         |
| 95             | 1998    | Windhoff   |       | in Betrieb                      | Bahndienst Chur                                                   |                         |
| 96             | 1998    | Windhoff   |       | in Betrieb                      | Bahndienst Davos Dorf                                             |                         |
| 97             | 1998    | Windhoff   |       | in Betrieb                      | Bahndienst Samedan                                                |                         |
| 98             | 1999    | Windhoff   |       | in Betrieb                      | Bahndienst Zernez                                                 |                         |
|                |         |            |       |                                 |                                                                   |                         |
| 111            | 2001    | Schöma     |       | in Betrieb                      | Traktor Scuol                                                     |                         |
| 112            | 2002    | Schöma     |       | in Betrieb                      | Traktor St. Moritz                                                |                         |
| 113            | 2002    | Schöma     |       | in Betrieb                      | Traktor Pontresina                                                |                         |
| 114            | 2002    | Schöma     |       | in Betrieb                      | Traktor Landquart (Reserve)                                       |                         |
| 115            | 2006    | Schöma     |       | in Betrieb                      | Traktor Ilanz                                                     |                         |
| 116            | 2006    | Schöma     |       | in Betrieb                      | Traktor Landquart                                                 |                         |
| 117            | 2006    | Schöma     |       | in Betrieb                      | Traktor Thusis                                                    |                         |
| 118            | 2006    | Schöma     |       | in Betrieb                      | Traktor Campocologno                                              |                         |
| 119            | 2006    | Schöma     |       | in Betrieb                      | Traktor Reichenau/Tamins                                          |                         |
| 120            | 2006    | Schöma     |       | in Betrieb                      | Traktor Davos Platz                                               |                         |
|                |         |            |       |                                 |                                                                   |                         |

## Tm 2/2 von Robert Aebi

### Nr. 15 bis 26 (ursprünglich 56 bis 67)
Zwischen 1957 und 1969 lieferte die Firma Robert Aebi (RACO) die dieselmechanischen Traktoren Tm 2/2 64 bis 67, dann 62 und 63, weiter 57 bis 61 und schliesslich noch die 56. Die Nummerierung erfolgte vor den schon vorhandenen Tm 2/2 68 und 69. Basis für diese Fahrzeuge waren die Tm II der SBB. Der mechanische Aufbau wurde von RACO entwickelt und gebaut, der Dieselmotor war von Saurer-SLM. Die Kraftübertragung vom Motor auf die Achsen erfolgte mittels Kettenantrieb, dadurch sind diese Traktoren nur für den leichten Verschubdienst an Bahnhöfen geeignet. Bei einem Umbau in den Jahren 1989–90 wurden die Moteren von SLM durch solche von Cummins ausgetauscht, dabei wurden die Nummern auf 15 bis 26 geändert und die Traktoren dabei in die Ablieferungsreihenfolge gebracht. Die ursprünglich rotbraun, heute orange lackierten Fahrzeuge sind 5,06 m lang und 9 t schwer. Sie bestritten den Rangierdienst auf Stationen mit kleinem bis mittlerem Güteraufkommen, wobei die meisten der 12 Traktoren ihrer jeweiligen «Heimatstation» fest zugeteilt waren. Im Juni 2021 wurden dei letzten drei Tm 2/2 15, 20 und 25 an französische Touristikbahnen abgegeben, womit dieser Typ gänzlich vom Netz der RhB verschwunden ist.

### Nr. 91 und 92
Bei den 1959 ebenfalls von RACO gebauten Tm 2/2 91 und 92 stimmen viele Baugruppen, beispielsweise Rahmen und Führerhaus, mit den Stationstraktoren (Nr. 56 bis 67) überein. Die Traktoren wurden für den gemischten Einsatz in Rangier- und Bahnbetrieb vorgesehen. Im Gegensatz zu den Stationstraktoren erfolgt die Kraftübertragung über ein stufenloses hydrostatisch Getriebe, wobei ein nur im Stillstand zu betätigendes Zweiganggetriebe vorgeschaltet ist. Die beiden gelben Fahrzeuge wurden in den Jahren 2006 (91) und 2007 (92) von der Dampfbahn Furka-Bergstrecke übernommen und kommen dort hauptsächlich im leichten Baudienst zum Einsatz. Das verlängerte Dach schützt mitgeführte Baumaterialien vor der Witterung.

### Nr. 81 bis 84
Beim Bau der 1985 wiederum von Raco gelieferten Tm 2/2 81 bis 84 flossen viele Erfahrungen der RhB ein. Die speziell für den Baudienst konzipierten Traktoren verfügen über ein geräumiges Führerhaus, eine kippbare Ladepritsche und einen hydraulischen Kran. Die gelb lackierten Fahrzeuge sind 8,79 m lang und 22 t schwer; ihre Leistung beträgt 205 kW. Ein hydraulischer Drehmomentwandler überträgt die Kraft des Cummins-Dieselmotors auf ein Dreigang-Lastschaltgetriebe, wobei eine Höchstgeschwindigkeit von 50 km/h erreicht wird. Die damals neuartige Wirbelstrombremse bewährte sich gut. Nach einem Unfall wurde der Tm 2/2 82 im Jahre 1997 ausrangiert.

### Nr. 85 bis 90
Die Tmf 2/2 sind Traktoren mit Funkfernsteuerung die zwischen 1991 und 1994 von der Firma Robert Aebi & Cie in Regensdorf in 6 Exemplaren unter der Typenbezeichnung 420 CT4H hergestellt wurden. Sie dienten den zehn Traktoren Tm 2/2 111 bis 120 von Schöma als Vorbild die in den Jahren 2001 bis 2006 ohne Funkfernsteuerung nachgebaut wurden.

## Tm 2/2 von Schöma

### Nr. 93
Der 1971 von Schöma hergestellte Tm 2/2 93 wurde zunächst in Österreich beim Bau vom Tauerntunnel, später ab 1974 beim Bau des Arlberg-Straßentunnel eingesetzt. Nach nur 7 Jahren Einsatz wurde er abgestellt. 1980 wurde er an die RhB verkauft. Nach einer Umspurung von 900 mm auf 1 000 mm im Jahre 1981 wurde er in Untervaz stationiert.

### Nr. 111 bis 120
Schließlich beschaffte die RhB im Jahr 2002 bei Schöma die Traktoren Tm 2/2 111 bis 114. Hierbei handelt es sich um einen Nachbau der Serie Tmf 2/2 85-90, wobei man allerdings auf die (nur selten verwendete) Funkfernsteuerung verzichtete. Diese Traktoren besorgen den Rangierdienst auf größeren Stationen, beispielsweise Thusis, Ilanz und Davos Platz. Im Jahre 2006 kamen weitere sechs Traktoren Tm 2/2 115–120 dazu, damit die Tmf 2/2 85–90 an die Infrastruktur übergehen konnten.

## Tm 2/2 von Windhoff

### Nr. 95 bis 98
Die 1998 gebauten Baudiensttraktoren Tm 2/2 95 bis 98 entsprechen weitgehend den im Jahre 1985 gebauten Tm 2/2 81 bis 84. Sie wurden jedoch nicht mehr von RACO, sondern von Windhoff gebaut. Ursprünglich war nur die Bestellung von zwei Stück vorgesehen. Unter anderem wegen des Unfalls von Tm 2/2 82 im Jahre 1987 der zu dessen Abbruch im Jahre 1998 führte, wurden zwei weitere Stück nachbestellt.

## Technische Daten
| Tm 2/2                 | Tm 2/2                                                                     | Tm 2/2                                                          | Tm 2/2                         | Tm 2/2                         | Tm 2/2                           | Tm 2/2                                                             | Tm 2/2                         |
| ---------------------- | -------------------------------------------------------------------------- | --------------------------------------------------------------- | ------------------------------ | ------------------------------ | -------------------------------- | ------------------------------------------------------------------ | ------------------------------ |
|                        | Tm 2/2 15 der RhB, aufgenommen am Morgen des 22. Juni 2003 in Tiefencastel | Tm 2/2 92 der RhB vor der Hauptwerkstätte Landquart             | RhB Tm 2/2 Nr. 83 in Filisur   | RhB Tm 2/2 Nr. 93 in Untervaz  | RhB Tmf 2/2 88 in Klosters Platz | Der von Schöma gelieferte RhB-Dieselrangiertraktor Tm 118 in Ilanz | RhB Tm 2/2 Nr. 98              |
| Nummerierung:          | 56 bis 67 15 bis 26                                                        | 91 und 92                                                       | 81 bis 84                      | 93                             | 85 bis 90                        | 111 bis 120                                                        | 95 bis 98                      |
| Anzahl:                | 12                                                                         | 2                                                               | 4                              | 1                              | 6                                | 4 + 6                                                              | 4                              |
| Hersteller:            | RACO / SLM                                                                 | RACO / Saurer                                                   | RACO / Cummins                 | Schöma / Deutz                 | RACO / Cummins                   | Schöma                                                             | Windhoff                       |
| Typ:                   | 55 LA 4                                                                    | 65 SA 3HT                                                       | 420 CT 4                       | CFL 200 DCL                    | 420 CT 4H                        | CFL 250 DCL                                                        |                                |
| Baujahr(e):            | 1957 / 1962 / 1965 / 1969                                                  | 1959                                                            | 1985                           | 1971                           | 1991–1992 / 1994                 | 2001–2002 1. Serie 2006 2. Serie                                   | 1998–1999                      |
| Achsformel:            | B-dm                                                                       | B-dh                                                            | B-dh                           | B-dh                           | B-dh                             | B-dh                                                               | B-dh                           |
| Spurweite:             | 1 000 mm                                                                   | 1 000 mm                                                        | 1 000 mm                       | 1 000 mm 900 mm vor Umbau      | 1 000 mm                         | 1 000 mm                                                           | 1 000 mm                       |
| Länge über Puffer:     | 5 060 mm                                                                   | 5 040 mm                                                        | 8 790 mm                       | 6 500 mm                       | 7 490 mm                         | 7 490 mm                                                           | 8 790 mm                       |
| Höhe:                  |                                                                            |                                                                 |                                | 2 700 mm                       | 3 600 mm                         | 3 600 mm                                                           |                                |
| Breite:                | 2 640 mm                                                                   | 2 640 mm                                                        | 2 700 mm                       | 2 200 mm                       | 2 700 mm                         | 2 700 mm                                                           |                                |
| Leergewicht:           | 9 t                                                                        | 10 t                                                            | 22 t                           | 21 t                           | 24 t (116-120 25 t)              | 24 t (116-120 25 t)                                                | 22 t                           |
| Ladegewicht:           | 2 t                                                                        | 2 t                                                             | 4 t                            | -                              | -                                | -                                                                  | 2 t                            |
| Höchstgeschwindigkeit: | 30 km/h (55 km/h Schleppfahrt)                                             | 23 km/h Rangierbetrieb 40 km/h Fahrbetrieb 55 km/h Schleppfahrt | 50 km/h (60 km/h Schleppfahrt) | 35 km/h (55 km/h Schleppfahrt) | 60 km/h (60 km/h Schleppfahrt)   | 60 km/h (60 km/h Schleppfahrt)                                     | 60 km/h (60 km/h Schleppfahrt) |
| Motorleistung:         | 44 kW (ursprünglich) 62 kW (nach Umbau 1989–90)                            | 48 kW                                                           | 336 kW                         | 162 kW                         | 336 kW                           | 336 kW                                                             | 336 kW                         |
| Anfahrzugkraft:        | 25 kN (ursprünglich) 30 kN (nach Umbau 1989–90)                            | 200 kN                                                          | 78 kN                          | 62 kN                          | 78 kN                            | 78 kN                                                              |                                |
| Stundenzugkraft:       | 15 kN bei 10 km/h                                                          | 40 kN bei 30 km/h                                               | 30 kN bei 25 km/h              | 25 kN bei 30 km/h              | 30 kN bei 25 km/h                | 30 kN bei 25 km/h                                                  |                                |
| Treibraddurchmesser:   | 750 mm                                                                     | 750 mm                                                          | 750 mm                         | 600 mm                         | 750 mm                           | 750 mm                                                             |                                |
| Motorentyp:            | Saurer-SLM 4 VD 11 ab 1989/90 Cummins 4BT 3.9                              | Saurer-SLM C 415 D                                              | Cummins KT-1150-L              | Deutz F12L-614                 | Cummins KT-1150-L                | Cummins KT-1150-L                                                  |                                |
| Motorbauart:           | 4-Zylinder-Diesel                                                          | 4-Zylinder-Diesel                                               | 6-Zylinder-Diesel              | 12-Zylinder-Diesel             | 6-Zylinder-Diesel                | 6-Zylinder-Diesel                                                  |                                |
| Leistungsübertragung:  | Kette                                                                      | hydraulisch                                                     | hydraulisch                    | hydraulisch                    | hydraulisch                      | hydraulisch                                                        |                                |